# Петренко Євген Васильович
Євген Васильович Петренко (22 грудня 1918, Шостка, нині Сумська область, Україна — 22 липня 1976, Ленінград) — командир ескадрильї 20-го винищувального авіаційного полку 14-ї змішаної авіаційної дивізії Військово-повітряних сил Північного флоту, капітан, Герой Радянського Союзу.

## Біографія
Народився 22 грудня 1918 року в родині робітника. Українець. Закінчив середню школу.
У Військово-Морському Флоті з серпня 1936 року. У 1939 році закінчив Ейское військово-морське авіаційне училище імені В. В. Сталіна. З листопада 1939 року — молодший льотчик винищувальної авіаційної ескадрильї ВПС Чорноморського флоту.
На фронтах Великої Вітчизняної війни з червня 1941 року, воював у складі 9-го винищувального авіаполку ВПС Чорноморського флоту. У 1942 р. переведений у 20-й винищувальний авіаційний полк ВПС Північного флоту. Командир ескадрильї капітан Е. В. Петренко до липня 1944 року здійснив 261 бойовий виліт для супроводу бомбардувальників і штурмовиків, на розвідку й інші завдання. Брав участь у 69-та повітряних боях, в яких збив особисто 11 і в групі 1 літак противника.
Указом Президії Верховної Ради СРСР від 19 серпня 1944 року за зразкове виконання бойових завдань командування на фронті боротьби з німецько-фашистськими загарбниками і проявлені при цьому відвагу і геройство капітану Петренко Євгену Васильовичу присвоєно звання Героя Радянського Союзу з врученням ордена Леніна і медалі «Золота Зірка» під номером 4337.
До кінця війни виконав близько 300 бойових вильотів, особисто збив 13 ворожих літаків і 3 у групі.
Після війни продовжував службу у Військово-Морському Флоті СРСР. З червня 1946 року — заступник командира винищувального авіаполку ВПС Чорноморського флоту.
У 1949 році закінчив Червонопрапорну Військово-повітряну академію. Служив на посадах командира винищувального авіаполку ВПС Чорноморського флоту (з червня 1950 року), командира винищувальної авіаційної дивізії ВПС Тихоокеанського флоту (з листопада 1951 року), заступника начальника штабу з винищувальної авіації ППО Тихоокеанського флоту (з грудня 1955 року).
З квітня 1956 року — на викладацькій роботі на посаді старшого викладача кафедри ППО Військово-морської академії. Працював викладачем кафедри тактики та історії військового мистецтва Ленінградської Військово-повітряної інженерної академії імені А. Ф. Можайського (з жовтня 1959 року), старшим викладачем кафедри № 4 цієї ж академії (з травня 1961 року).
З вересня 1974 року полковник Є. В. Петренко — в запасі. Жив у Ленінграді. Помер 22 липня 1976 року. Похований на Большеохтинском кладовищі Ленінграда.

## Пам'ять
- Бюст на аллее Героев-авиаторов Северного флота в посёлке Сафоново Мурманской области.
- Надгробный памятник на Большеохтинском кладбище в Санкт-Петербурге.